# Натан Рапапорт
Натан Яків Рапапорт (пол. Natan Jakow Rapaport, 7 листопада 1911, Варшава, Польща — 4 червня 1987, Нью-Йорк, США) — скульптор.

## Біографія
Народився в 1911 році в сім'ї єврейського походження, яка проживала у Варшаві.
У 1931—1936 роках навчався у Варшавській Академії образотворчих мистецтв під керівництвом Тадеуша Бреєра, а після її закінчення — в Італії й у Національній вищій школі красних мистецтв у Парижі.
Після початку Другої світової війни і нападу нацистів на Польщу, переїхав до СРСР. З 1939 по 1945 рік жив і працював у Ташкенті, потім у Новосибірську.
Після війни, в середині 1946 року, повернувся до Польщі, а в 1950 році виїхав до Франції, потім емігрував до Ізраїлю. У 1959 переселився до США, оселився на Мангеттені і через п'ять років отримав американське громадянство.
Помер у Нью-Йорку в 1987 році. Прощання зі скульптором відбулося у синагозі «Парк Авеню», для якої він створив горельєф «Корчак і його діти».

## Творчість
Перебуваючи в СРСР, займався портретною скульптурою. Пізніше приступив до створення монументальної скульптури.
Першою великою роботою Рапапорта, і однією з найвідоміших, був пам'ятник Героям Варшавського гетто — 11-метровий меморіал, встановлений на місці єврейського повстання проти нацистів, яке відбулося у лютому 1943 року. Пам'ятник був створений із Лабрадорського граніту, який спочатку призначався для монумента, котрий прославляє перемоги гітлерівських військ.
Згодом Натан Рапапорт створив копію цього пам'ятника для Музею Яд Вашем у Єрусалимі.

## Вибрані роботи
- Пам'ятник Героям Варшавського гетто (1948, Польща, Варшава),
- Пам'ятник єврейським бійцям Другої світової війни (1950, Франція, Париж),
- Пам'ятник Мордехаю Анілевичу (1951, Ізраїль, Кибуц Яд-Мордехай),
- Пам'ятник Шести Мільйонам Єврейських Мучеників (1964, США, Пенсільванія, Філадельфія),
- Меморіал Голокосту (1967, США, Массачусетс, Волтем, Університет ім. Брандайса),
- Меморіал «Вогненний сувій» (1971, Ізраїль, «Ліс Мучеників»),
- Пам'ятник Гертруді С. Вінтер (1971, США, Нью-Йорк, Олбані, Євр. центр),
- Меморіал Варшавського гетто (1976, Ізраїль, Яд Вашем, Єрусалим),
- Горельєф «Корчак і його діти» (1980, США, Нью-Йорк, Мангеттен),
- Скульптура «Звільнення» (1985, США, Нью-Джерсі, Ліберті-Стейт-Парк),
- Скульптура «Яків і Ангел» (Канада, Торонто),
- Пам'ятник захисникам (Ізраїль, Кибуц Негба).

## Нагороди
- Кавалерський Хрест Ордена Відродження Польщі (1948)
- Національне Скульптурне Товариство США нагородило Н. Рапапорта медаллю ім. Герберта Адамса «За видатні досягнення» (1987), менш ніж за місяць до його смерті.

## Галерея

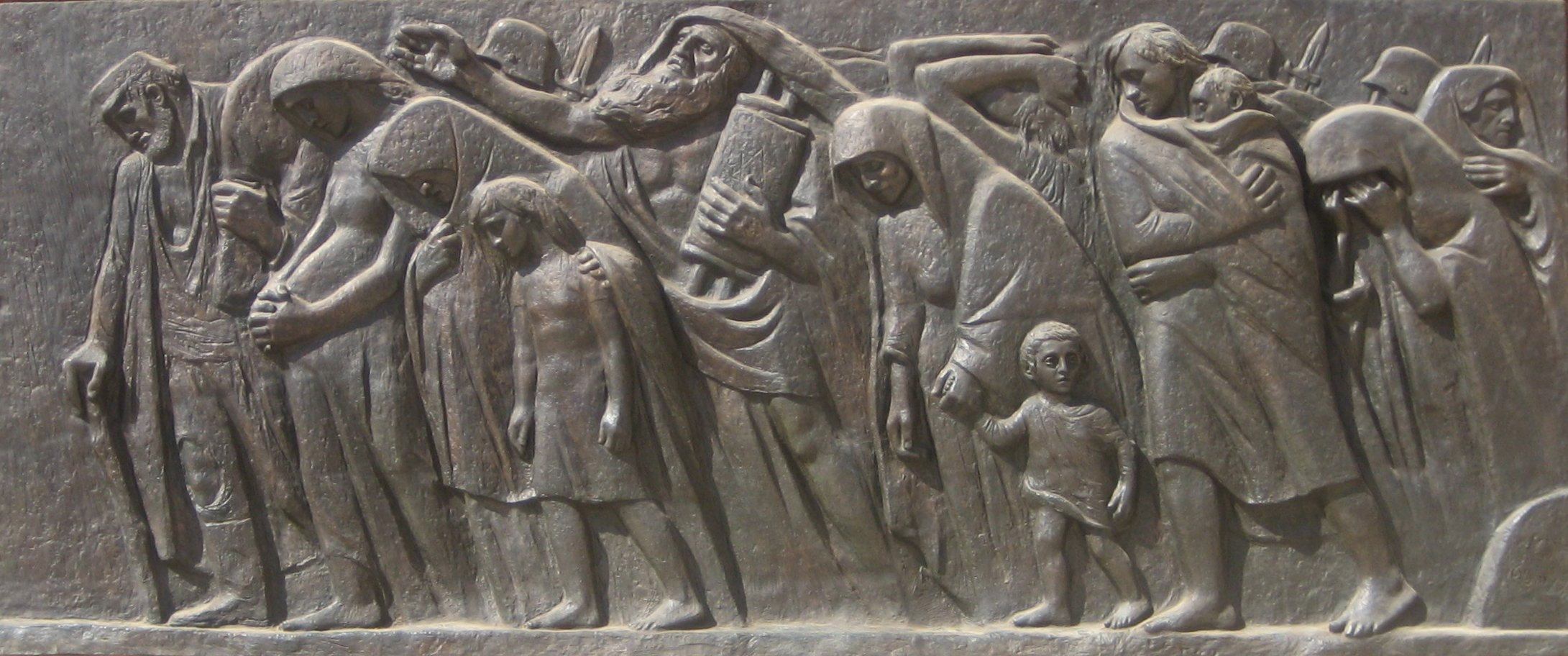
Останній марш, бронза. Яд Вашем, Єрусалим
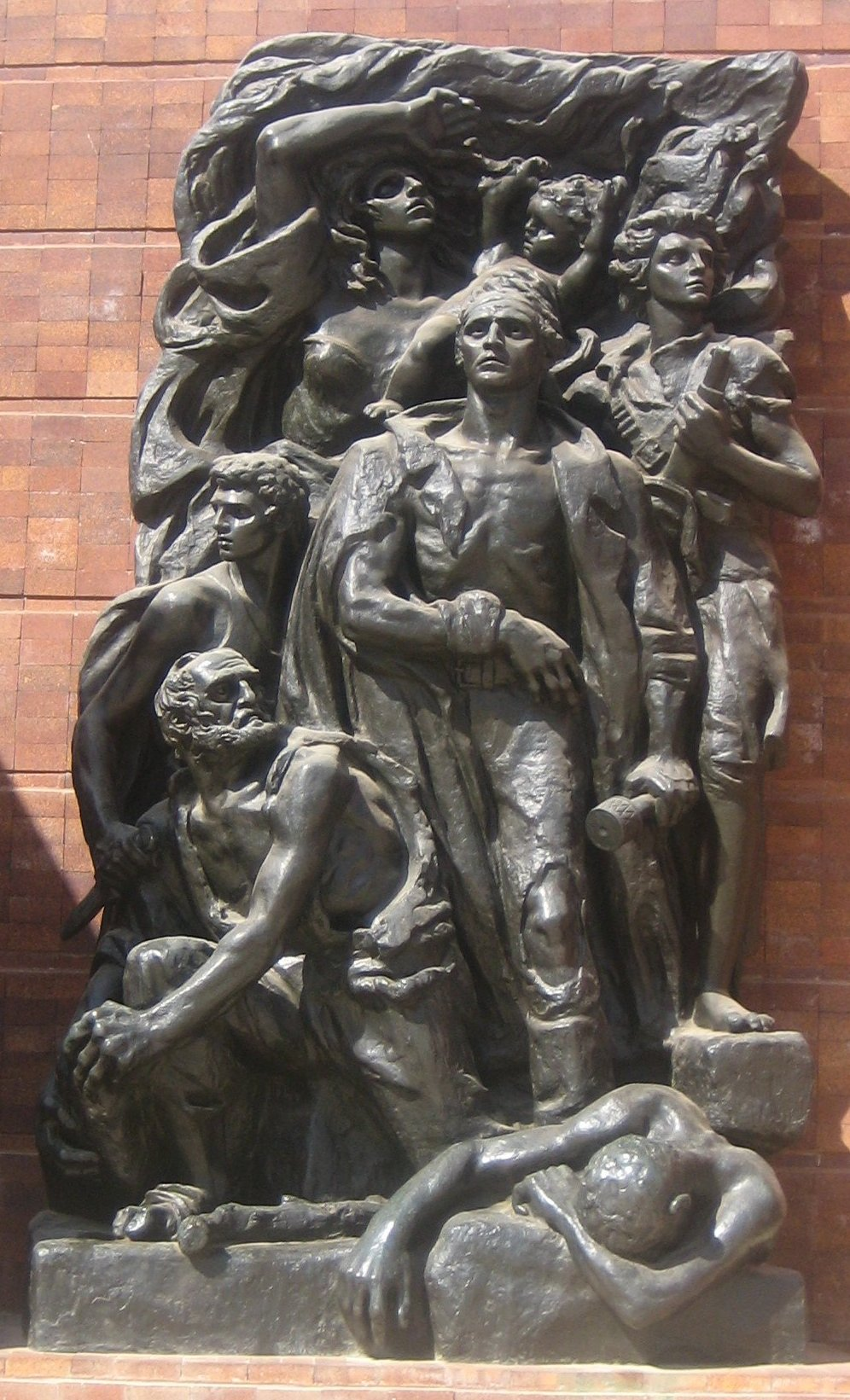
Копія пам'ятника Героям Варшавського гетто, бронза. Яд Вашем, Єрусалим
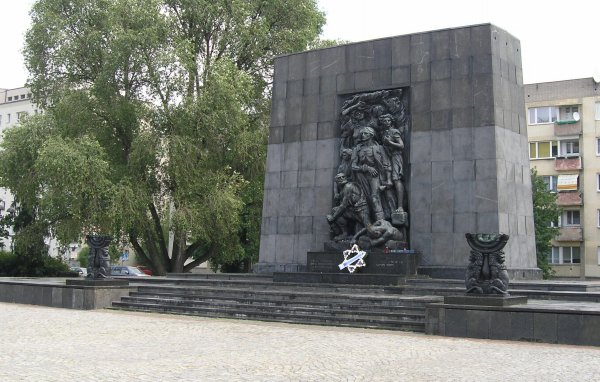
Пам'ятник Героям гетто (Варшава)
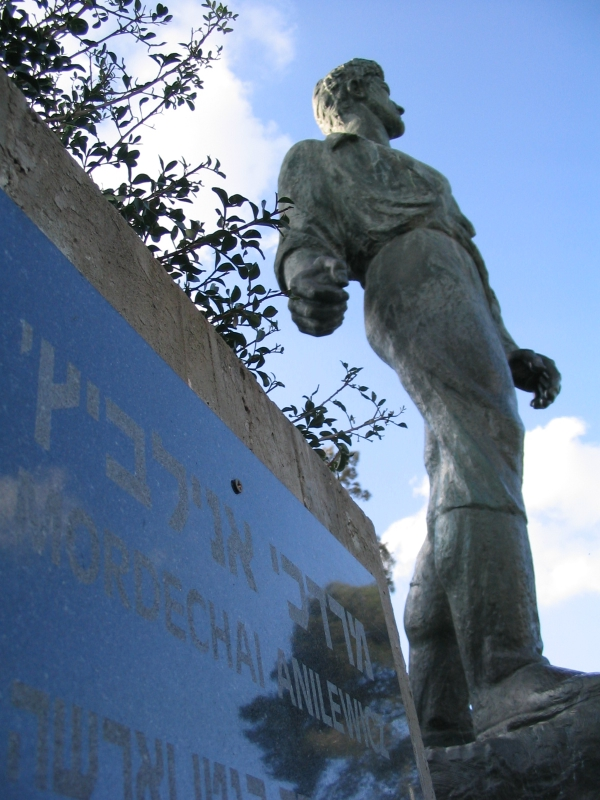
Пам'ятник Мордехаю Анілевичу, Ізраїль, Кибуц Яд-Мордехай
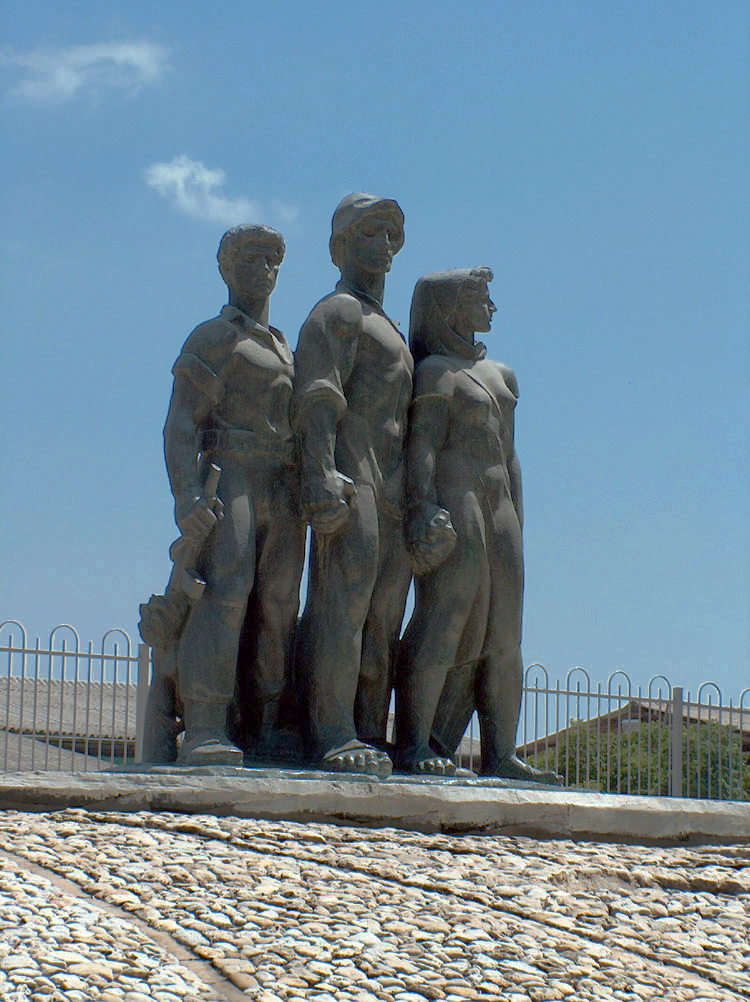
Пам'ятник захисникам, Ізраїль, Кибуц Негба
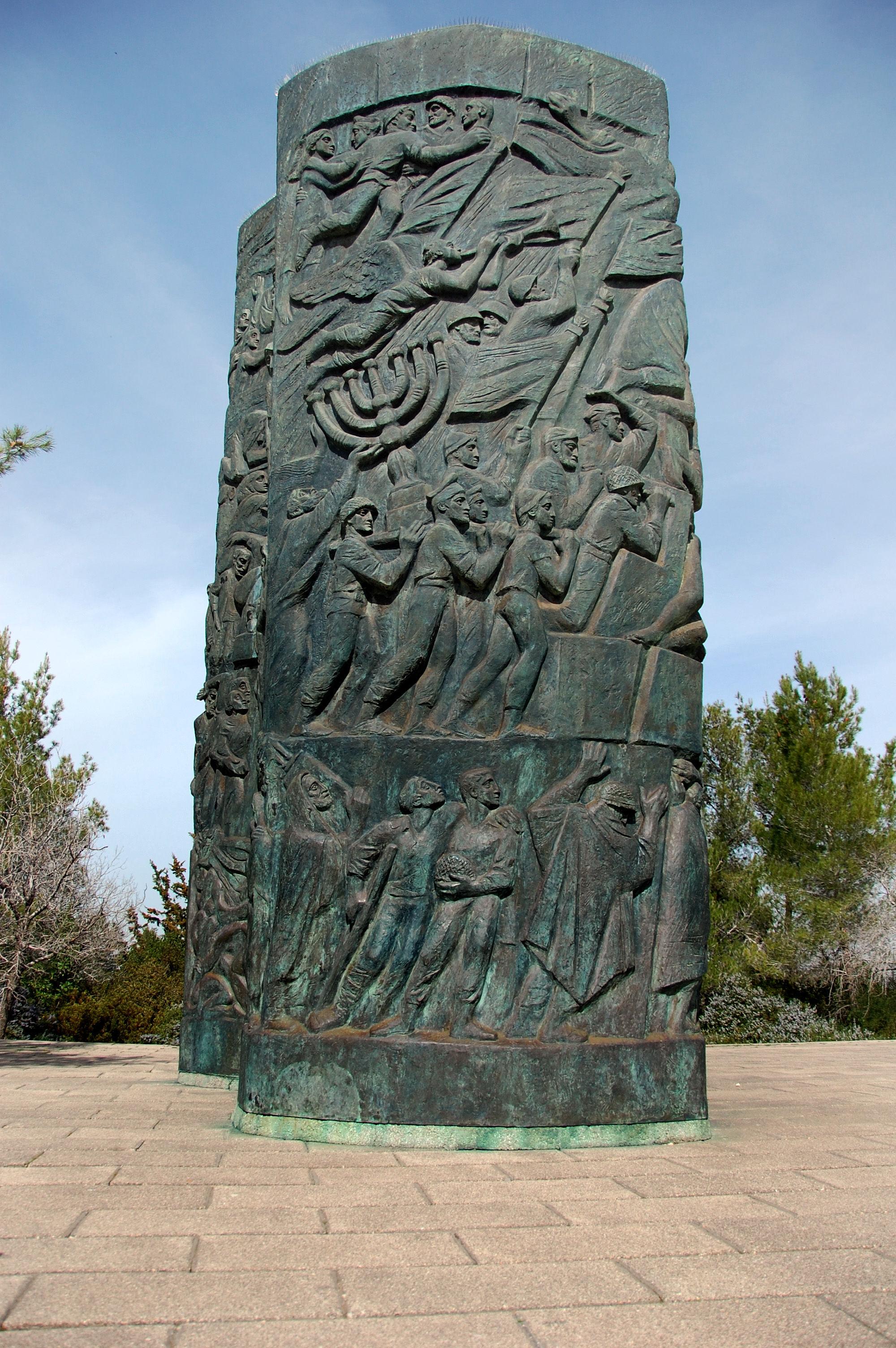
Пам'ятник «Вогненний сувій» (Ізраїль, Мошав Кісалон)
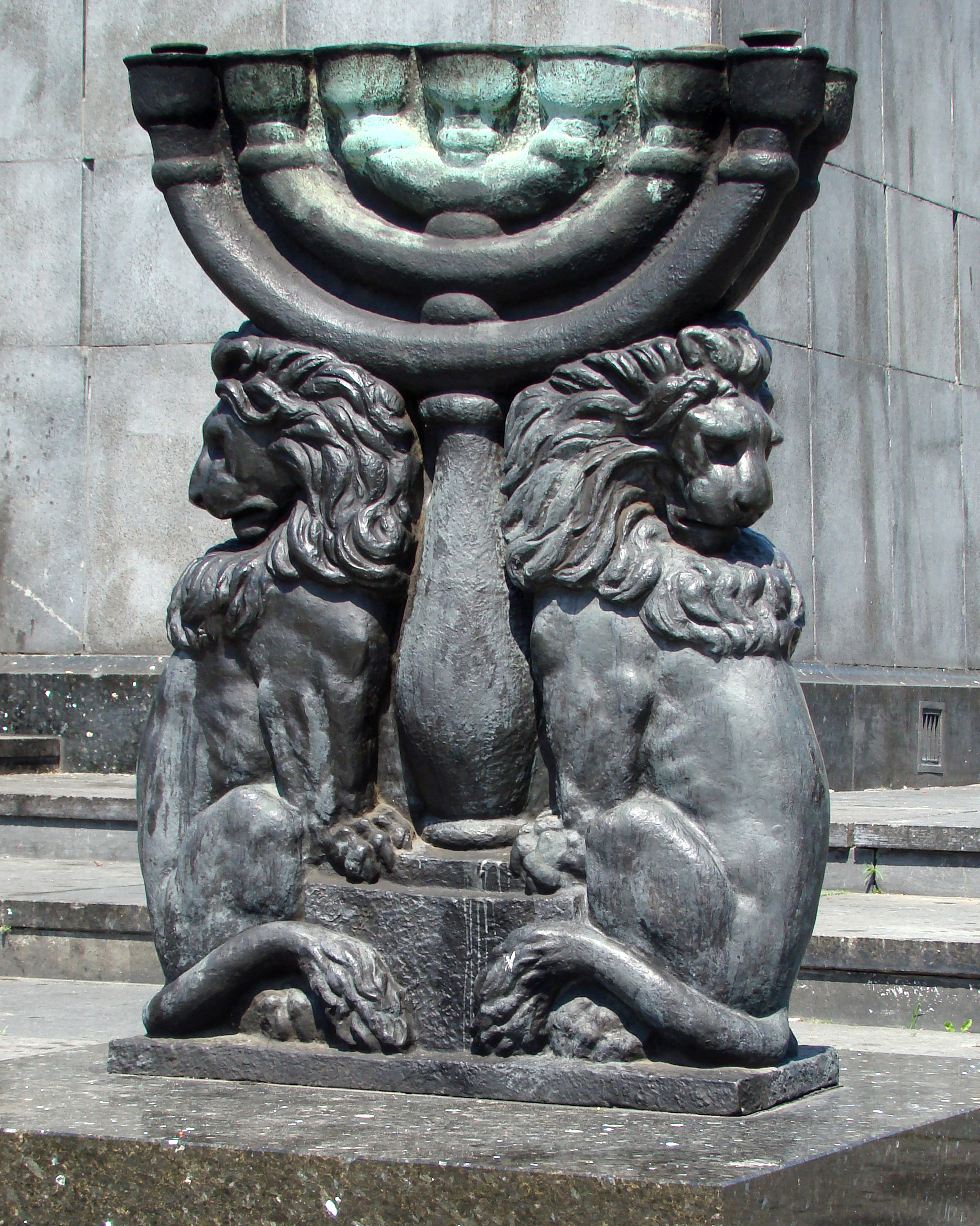
Фрагмент Пам'ятник Героям гетто, Варшава
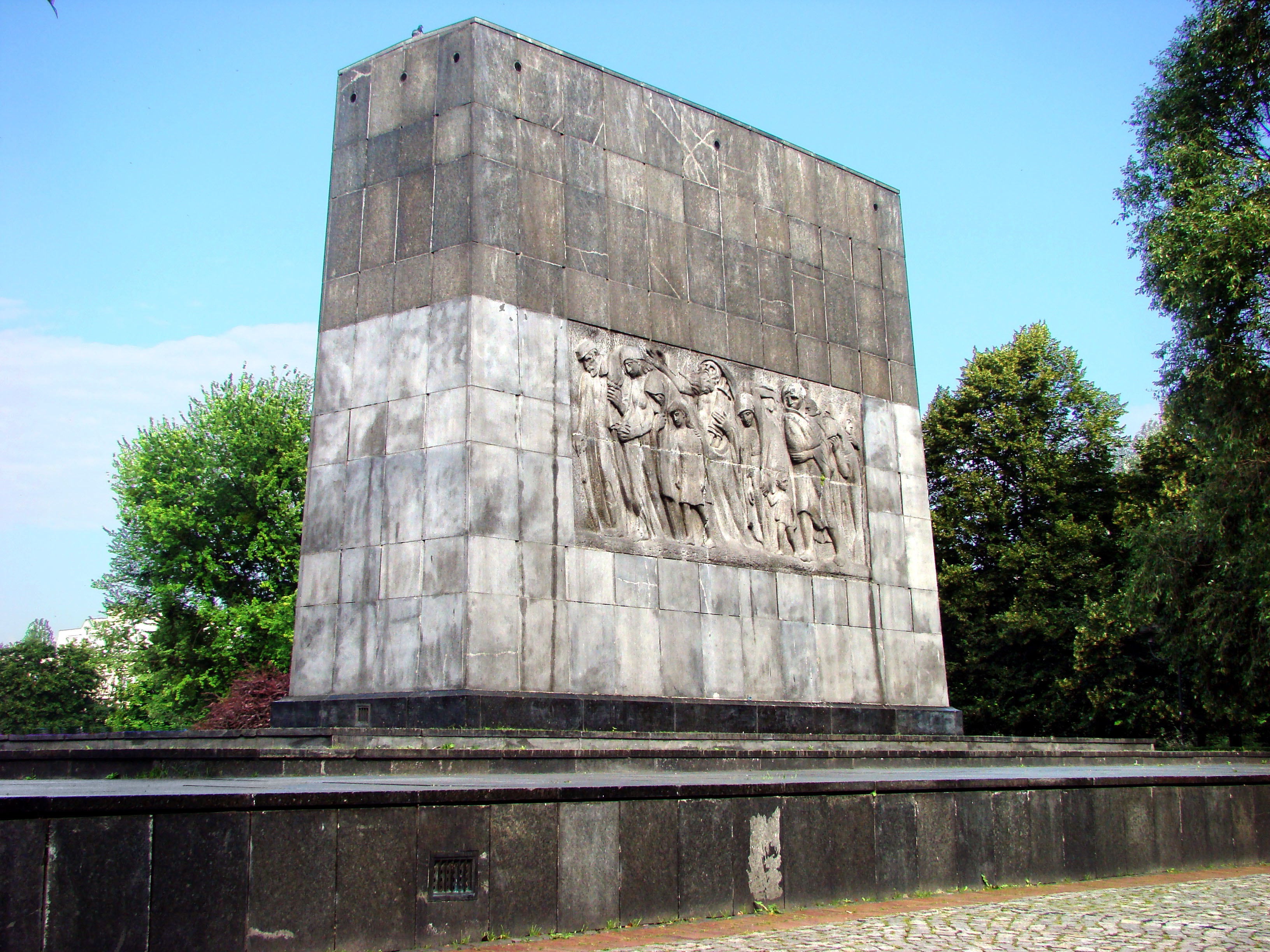
Пам'ятник Героям гетто. Вид зі східного боку